# Robert Maras
Robert Maras, né le 20 octobre 1978 à Fribourg-en-Brisgau, en Allemagne, est un joueur allemand de basket-ball. Il évolue au poste de pivot.

## Palmarès
- 3e du championnat du monde 2002
- Finaliste du championnat d'Europe 2005